# Iñigo Lizarralde Lezcano
Iñigo Lizarralde Lezcano (Bilbao, 6 d'agost de 1966) és un exfutbolista basc. Ocupava la posició de migcampista.

## Trajectòria
Format al planter de l'Athletic Club, debuta amb el primer equip en la jornada de la vaga de futbolistes de la campanya 84/85. Després d'aquell partit, retorna al filial fins a la 87/88, quan puja definitivament a l'Athletic. Va romandre tres temporades a San Mamés, sense arribar a fer-se un lloc titular.
L'estiu de 1990 fitxa pel Reial Saragossa. Estaria cinc anys al conjunt aragonesos, força irregulars, tot combinant anys de titular amb altres que tot just apareix uns partits. En aquest període, guanya una Copa del rei (1994) i una Recopa (1995).
Entre 1995 i 1997 va militar a la UE Lleida, en Segona Divisió. Abans de retirar-se el 1998, Lizarralde va passar una campanya a l'Amurrio.